# Schizonampa africana
Schizonampa africana är en mångfotingart som beskrevs av Kraus 1958. Schizonampa africana ingår i släktet Schizonampa och familjen storjordkrypare. Inga underarter finns listade i Catalogue of Life.